# Partia Praw Obywateli
Partia Praw Obywateli – Zemanowcy (czes. Strana Práv Občanů ZEMANOVCI; SPOZ) – czeskie pozaparlamentarne ugrupowanie polityczne o profilu lewicowym powstałe w 2009.

## Historia
Ugrupowanie zostało założone w październiku 2009 przez secesjonistów z Czeskiej Partii Socjaldemokratycznej skupionych wokół Miloša Zemana (w tym ministrów jego rządu: Miroslava Grégra, Jana Fencla, Eduarda Zemana i Jaromíra Schlinga). Opowiada się za wprowadzeniem bezpośrednich wyborów burmistrzów, starostów i marszałków województw, zmianą ordynacji wyborczej, a także prowadzeniem przez państwo polityki socjalnej. 
W latach 2009–2010 na czele partii stał Miloš Zeman, zastępowali go Radek Augustin i Vladimír Hönig. Do partii należy jeden członek Izby Poselskiej Kosta Dimitrov. W wyborach 2010 ugrupowanie uzyskało 4,33% głosów w skali kraju, nie przekraczając 5%-owego progu wyborczego uprawniającego do udziału w podziale mandatów.